# سفين هانسون (متزحلق)
سفين هانسون (بالسويدية: Sven Hansson)‏ هو متزحلق سويدي، ولد في 1937 في السويد، وتوفي في 1971.

## وصلات خارجية
- سفين هانسون على موقع الاتحاد الدولي للتزلج (التزلج الريفي) (الإنجليزية)